# На хулящих учение
«На хуля́щих уче́ние» (с подзаголовком К уму́ своему́) — I сатира, написанная Антиохом Кантемиром. Представляет собой несколько монологов людей (дворянина-щёголя, священника), обличающих науку. С первых дней после написания (1729 год) сатира сразу стала получать положительные отзывы, в частности, от Феофана Прокоповича.
Поводом к написанию, по всей видимости, были выступления против реформ Петра I сразу после его смерти. Сатира обличала это общественное движение.
По собственному признанию Кантемира, это первая сатира подобной тематики. Кроме того, по всей вероятности, это первая сатира в русской литературе вообще.